# Simanungkalit
Simanungkalit is een bestuurslaag in het regentschap Tapanuli Utara van de provincie Noord-Sumatra, Indonesië. Simanungkalit telt 2065 inwoners (volkstelling 2010).